# Коліно (генеалогія)
Коліно — розгалуження роду, покоління в родоводі.
Точним визначенням «коліна» є — дві людини, які не є прямими родичами один одного, тобто не лежать на одній прямій в генеалогічному дереві) перебувають у родинних стосунках у k-му коліні, якщо k приймаємо за мінімальне число кроків, які треба пройти вгору по генеалогічному дереву від одного з цих двох людей, щоби зустріти їх загального предка. Спорідненість у коліні є спорідненістю «по горизонталі» в генеалогічному дереві (чим нижче спускаємося по древу, тим воно ширше, а родичі — далі по спорідненості).
Не варто плутати кількість колін до першого загального родича й реальну кількість колін між родичами. Наприклад, брати та сестри мають загального родича через одне коліно, але один від одного їх відділяє два коліна.
Брати й сестри доводяться один одному родичами в першому коліні або рідними (досить піднятися на один рівень вгору по генеалогічному древу, щоби зустріти їх предка — спільного батька). Але при цьому рідні брати і сестри є родичами через два коліна, так як кожному потрібно піднятися до загального предка (одне коліно) та опуститися до брата чи сестри (плюс ще одне коліно). До того ж тільки батьки з дітьми мають зв'язок через одне коліно. У свою чергу, діти дітей доводяться один одному родичами на другому рівні колін або «двоюрідними» (у них спільний прабатько — дід чи баба), але при цьому мають зв'язок через чотири коліна. Дядько і племінник доводяться один одному родичами в першому коліні або рідними, оскільки піднявшись від дядька на один рівень угору, ми знаходимо їх загального родича (батька/матір одного та діда/бабусю іншого).
Відносини двоюрідного дядька та правнучатого двоюрідного племінника говорять самі за себе.